# Liste der Kulturgüter in Vals
Die Liste der Kulturgüter in Vals enthält alle Objekte in der Gemeinde Vals im Kanton Graubünden, die gemäss der Haager Konvention zum Schutz von Kulturgut bei bewaffneten Konflikten, dem Bundesgesetz vom 20. Juni 2014 über den Schutz der Kulturgüter bei bewaffneten Konflikten sowie der Verordnung vom 29. Oktober 2014 über den Schutz der Kulturgüter bei bewaffneten Konflikten unter Schutz stehen.
Objekte der Kategorie A sind im Gemeindegebiet nicht ausgewiesen, Objekte der Kategorien B sind vollständig in der Liste enthalten, Objekte der Kategorie C fehlen zurzeit (Stand: 13. Oktober 2021).

## Kulturgüter
| Foto |                                                                          | Objekt                                              | Kat. | Typ | Standort                               | Beschreibung |
| ---- | ------------------------------------------------------------------------ | --------------------------------------------------- | ---- | --- | -------------------------------------- | ------------ |
| ja   | Datei hochladen · Wikidata zu Doppelwohnhaus (Q104595273)                | Doppelwohnhaus KGS-Nr.: 10407                       | A    | G   | Platz 81 733431 / 164422               |              |
| ja   | Datei hochladen · Wikidata zu Wallfahrtskapelle St. Maria (Q1679875)     | Kapelle St. Maria KGS-Nr.: 3381                     | B    | G   | Camp 733824 / 165484                   |              |
| ja   | Datei hochladen · Wikidata zu Gandahus (Heimatmuseum) (Q29785248)        | Gandahus KGS-Nr.: 3383                              | B    | G   | Treua 733260 / 164380                  |              |
| ja   | Datei hochladen · Wikidata zu Pfarrkirche St. Peter und Paul (Q14547415) | Katholische Kirche St. Peter und Paul KGS-Nr.: 3384 | B    | G   | Platz / Gasse 733420 / 164399          |              |
| BW   | Datei hochladen · Wikidata zu Kapelle St. Antonius von Padua (Q29785251) | Kapelle St. Antonius von Padua KGS-Nr.: 10803       | B    | G   | St. Martin 735050 / 169759             |              |
| ja   | Datei hochladen · Wikidata zu Kirche St. Martin (St. Martin) (Q14547391) | Katholische Filialkirche St. Martin KGS-Nr.: 10804  | B    | G   | St. Martin, Travisasch 733247 / 170744 |              |